# Mati Unt
Mati Unt (ur. 1 stycznia 1944, zm. 22 sierpnia 2005 w Tallinnie) – estoński pisarz i reżyser teatralny, chętnie wykorzystujący w swej twórczości elementy poetyki postmodernistycznej.

## Życiorys
Unt urodził się w parafii Voore. Po przenosinach do Tartu w latach 1962–1972 studiował filologię estońską na Uniwersytecie w Tartu (specjalizacja dziennikarstwo). W latach 1966–1972 pracował jako dramaturg w Teatrze Vanemuine, a w latach 1974–1981 w Estońskiego Teatru Młodzieży (obecnie Teatr Miejski w Tallinie). Od 1992 wystawiał sztuki w Estońskim Teatrze Dramatycznym. 
W dzielnicy Tallina Kadriorg działa Mati Undi muuseum, które znajduje się w domu w którym w latach 1995–2005 mieszkał pisarz

## Powieści, opowiadania
- 1963 - Hüvasti, kollane kass
- 1964 - Võlg
- 1967 - Elu võimalikkusest kosmoses
- 1969 - Mõrv hotellis
- 1971 - Kuu nagu kustuv päike (tom opowiadań)
- 1972 - Tühirand
- 1973 - Ja kui me veel surnud ei ole, siis elame praegugi
- 1974 - Mattias ja Kristiina (tom opowiadań)
- 1975 - Via regia
- 1976 - Must mootorrattur (tom opowiadań)
- 1979 - Sügisball
- 1985 - Räägivad ja vaikivad
- 1990 - Öös on asju
- 1990 - Doonori meelespea
- 1992 - Tere, kollane kass!
- 1996 - Brecht ilmub öösel

### Przekłady na język polski
- Dług, przeł. (z języka ros.) I. Lewandowska, Warszawa 1977
- Żegnaj rudy kocie. Powieść naiwna, przeł. (z ros.) Aleksander Bogdański, Warszawa 1976 [est. Hüvasti, kollane kass, 176 s.][3]
- Wołanie z dalekiego świata, przekł. I. Piotrowska, Warszawa 1979
- Jesienny bal, przeł. A. Puu, Kraków 1988[3]